# Península Juan Pablo II
La península Juan Pablo II (en búlgaro: Полуостров Йоан Павел II, Poluostrov Yoan Pavel II) es una península cubierta de hielo en la costa norte de la isla Livingston en las islas Shetland del Sur, Antártida, que limita con la bahía Hero al este y la bahía Barclay al oeste. Se extiende por 13 kilómetros en dirección norte-sur y tiene 8 kilómetros de ancho. Su extremo norte está formado por el cabo Shirreff o Alvarado, un área visitada por los cazadores de focas a principios del siglo XIX.
El nombre fue colocado por la Comisión Búlgara para los Topónimos Antárticos, en honor al papa Juan Pablo II (1920-2005), «por su contribución a la paz mundial y la comprensión entre las personas».
Aquí se encuentran las bases Doctor Guillermo Mann de Chile, y Cabo Shirreff de Estados Unidos.

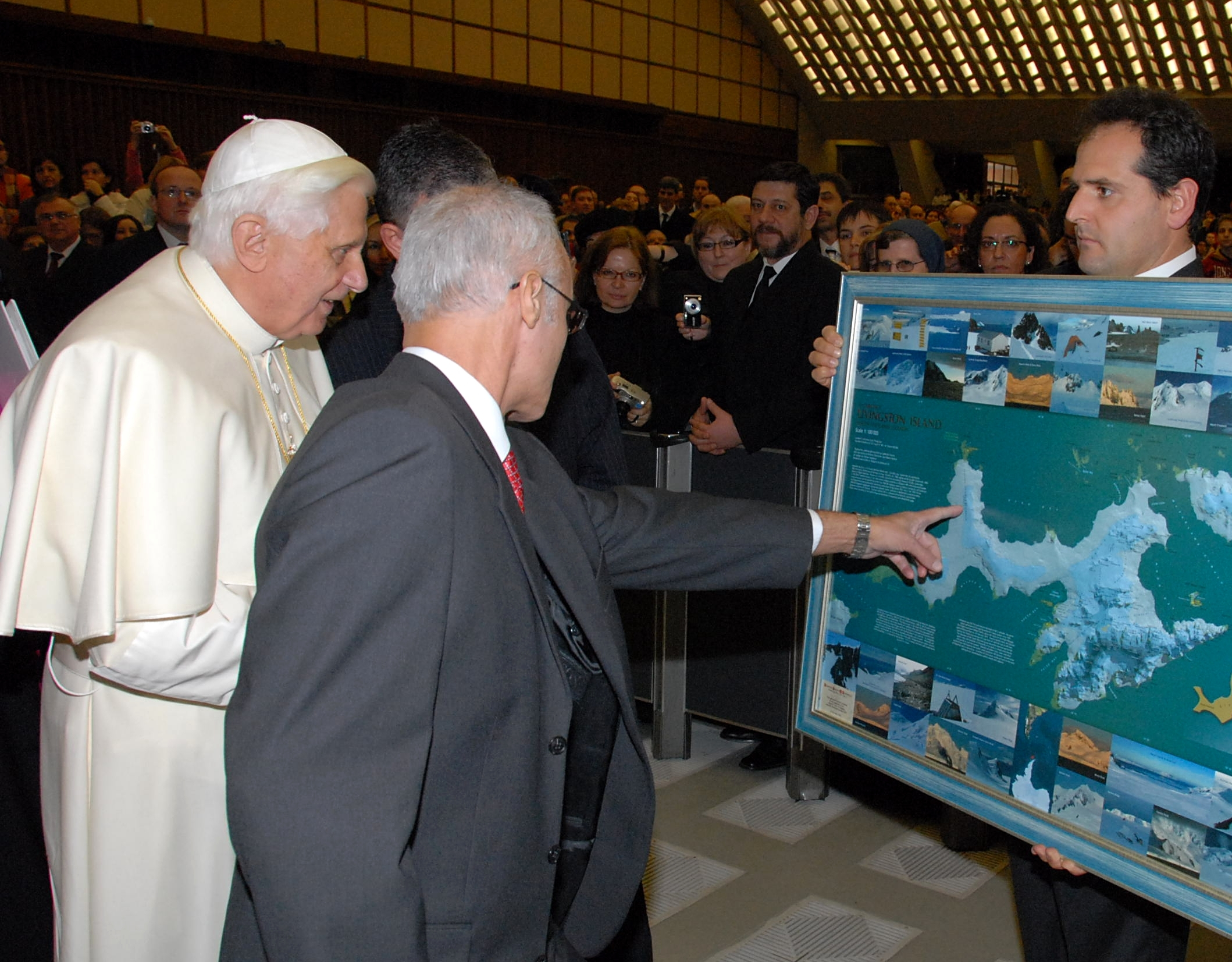
El papa Benedicto XVI observa un mapa búlgaro de la isla Livingston con la península Juan Pablo II en 2005.

## Reclamaciones territoriales
Argentina incluye a la península en el departamento Antártida Argentina dentro de la provincia de Tierra del Fuego, Antártida e Islas del Atlántico Sur; para Chile forma parte de la comuna Antártica de la provincia Antártica Chilena dentro de la Región de Magallanes y de la Antártica Chilena; y para el Reino Unido integra el Territorio Antártico Británico. Las tres reclamaciones están sujetas a las disposiciones del Tratado Antártico.

### Mapas
- Antarctic Digital Database (ADD). Mapa topográfico de la Antártida, escala 1:250000. Comité Científico para la Investigación en la Antártida (SCAR).
- L.L. Ivanov et al. Antarctica: Livingston Island and Greenwich Island, South Shetland Islands. Scale 1:100000 topographic map. Sofia: Antarctic Place-names Commission of Bulgaria, 2005.
- L.L. Ivanov. Antarctica: Livingston Island and Greenwich, Robert, Snow and Smith Islands. Scale 1:120000 topographic map. Troyan: Manfred Wörner Foundation, 2010. ISBN 978-954-92032-9-5 (First edition 2009. ISBN 978-954-92032-6-4)
- L.L. Ivanov. Antarctica: Livingston Island and Smith Island. Scale 1:100000 topographic map. Manfred Wörner Foundation, 2017. ISBN 978-619-90008-3-0

- Datos: Q2647028
- Multimedia: Ioannes Paulus II Peninsula / Q2647028